# Grammata
Grammata fue una empresa española fundada en 2004 y desde 2006 estuvo orientada al diseño, comercialización y contenidos de libros electrónicos.
La compañía, establecida en Granada, comercializaba el lector de libros electrónicos Papyre desde su sitio web y a través de Grandes Superficies, canal de distribución de electrónica y librerías.
Además, la compañía granadina desarrollaba software que permitía la digitalización de contenidos editoriales y la gestión de lectores de libros electrónicos de diversos fabricantes para su adecuación al mercado de habla hispana.
Grammata fue presentada como Caso de Éxito de innovación por la Cámara de comercio de Granada en el Foro de la Innovación 2010.

## Hitos de Grammata
- Año 2004. Grammata comienza la investigación sobre los libros electrónicos.
- Año 2007. Primer prototipo del eReader: Papyre 6.1. Primer libro electrónico español.
- Año 2008. Ventas de 4.500 Papyres.
- Año 2009. Ventas de 32.000 Papyres, proyecto de prototipo de clase con Papyre, Papyre en bibliotecas universitarias, lanzamiento de Papyre 5.1.
- Año 2010. Proyectos profesionales en educación, turismo, colegios profesionales, etc. Nuevos dispositivos Papyre. Apertura de una filial en Argentina.
- Año 2011. Apertura de filiales en Colombia y México.
- Año 2015. Se presenta a concurso de acreedores voluntario debido a una situación patrimonial 'insostenible'; se aprueba la presentación en mayo de 2016.
- Año 2017. Entra en liquidación y esta se aprueba a mediados de junio.